# Yungas méridionales

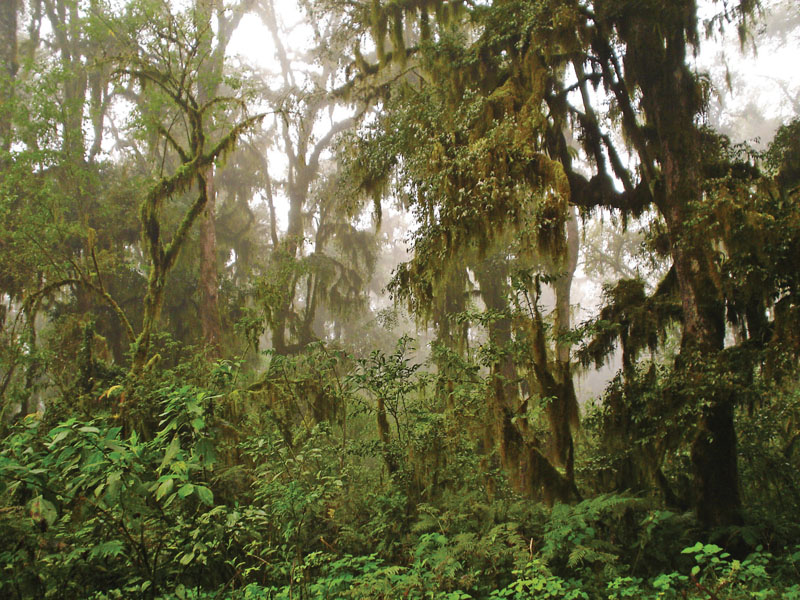
Forêt de brouillard dans la yunga, en province argentine de Salta

Les yungas méridionales ou yungas australes forment la partie sud du yunga, s'étendant du sud du département de Santa Cruz en Bolivie jusqu'à la province argentine de Catamarca. Elles se développent à une altitude comprise entre 400 et 3 000 mètres.
En Bolivie, les yungas méridionales s'étendent sur le sud du département de Santa Cruz, ainsi que sur les départements de Tarija et de Chuquisaca. 
 
Les yungas argentines quant à elles, occupent actuellement 5,2 millions d'hectares (52 000 km2), s'étendant depuis la frontière avec la Bolivie (23° Sud) jusqu'au nord de la province de Catamarca (29° Sud), passant ainsi par les provinces de Salta, de Jujuy et de Tucumán. Elles se développent ainsi sur quelque 600 km de long dans le sens nord-sud, mais sur moins de 100 km de large.
Les yungas méridionales forment une unité du point de vue biologique, géographique et écologique. Tant en Bolivie qu'en Argentine, plusieurs parcs nationaux y ont été créés dans le but de protéger les écosystèmes de ces régions.
De tous les biomes argentins, la yunga est celui à la flore la plus variée.

## Les étages de la végétation
En raison des importantes variations d'altitude, la flore s'organise en étages aux caractéristiques très différentes :
- La forêt de piémont qui va de 400 à 700 mètres d'altitude. Vu la fertilité de ses sols, d'importantes superficies de la forêt originelle ont été converties en plantations (sucre, café, coton, tabac, etc.).
- La zone dite Selva Montana ou forêt de montagne (entre 700 et 1 500 mètres d'altitude). Là se retrouvent les maxima pluviométriques. On y trouve une flore typiquement tropicale, une forêt touffue avec lianes et autres épiphytes.
- Le Bosque Montano ou bois de montagne correspond aux bosques nublados proprement dits ou bois enveloppés de brouillard (de 1 500 à 3 000 mètres d'altitude). La couverture végétale y est beaucoup moins dense qu'à l'étage précédent. Notamment, il n'y a plus de lianes.
- Enfin l'étage supérieur ou pastizales de neblina (pâturages enveloppés de brouillard) va de 1 500 à 3 500 mètres selon les régions. C'est dire qu'entre 1 500 et 3 000 mètres d'altitude, les deux derniers étages peuvent alterner.

## Climat
Ces régions ont un climat subtropical à saison sèche. Les températures moyennes mensuelles oscillent entre 13 et 30 °C. Les gelées sont rares et la température moyenne annuelle est de plus ou moins 20 °C.
La saison pluvieuse va de novembre à avril, période durant laquelle tombe près de 90 % des précipitations. Mais celles-ci sont fonction de la latitude (elles baissent depuis le nord vers le sud) et avec l'altitude.
Dans la zone du piémont, les précipitations sont de l'ordre de 1 000 à 1 500 mm, avec une saison sèche de six mois (juin-novembre) durant laquelle elles sont inférieures à 50 mm par mois, et souvent beaucoup moins.
Dans le secteur dit des bosques nublados (bois de brouillard), les précipitations sont de l'ordre de 1 000 à 1 500 mm, mais un apport important supplémentaire est fourni par les brouillards. Cet apport peut représenter une quantité équivalente au total des pluies voire la dépasser de beaucoup durant la saison sèche. Dans ces bosques nublados, des chutes de neige parfois importantes peuvent survenir durant les mois d'hiver (juin-août).
Entre ces deux zones, les altitudes intermédiaires correspondant à la forêt de montagne, bénéficient des maxima pluviométriques (entre 1 500 et 2 000 mm annuels); là aussi les brouillards sont importants.

## Yungas boliviennes
En Bolivie, les Yungas désignent une zone montagneuse. On y trouve également des vallées et des zones très boisées comme au nord est de la capitale bolivienne : La Paz. Il s'agit de la région écologique la plus diverse de Bolivie, tant au niveau climatique que topographique. Les précipitations y sont très irrégulières : elles peuvent aller jusqu'à 800 mm dans les vallées sèches de la province d'Inquisivi à 7000 mm au sud de la ville de Tunari.
Le terme Yungas est notamment connu car il est associé à la route la plus dangereuse du monde (route des Yungas), située en Bolivie.

## Flore des Yungas argentines

### Forêt de piémont
Largement saccagée au profit des plantations, surtout de canne à sucre, cette forêt subsiste encore en province de Salta sur plus de 5 000 km2.
Les espèces dominantes sont le palo blanco (Calycophyllum multiflorum), le palo amarillo (Phyllostylon rhamnoides), le lapacho (Tabebuia impetiginosa), le roble criollo (chêne créole) (Amburana cearensis), le cebil colorado (Anadenanthera colubrina), la quina colorada (Myroxylon peruiferum), l'afata (Cordia trichotoma), le  palo lanza (Patagonula americana), l'urundel (Astronium urundeuva). Plus au sud (province de Tucumán) prédominent la tipa (Tipuana tipu) et le pacará (Enterolobium contortisiliquum)

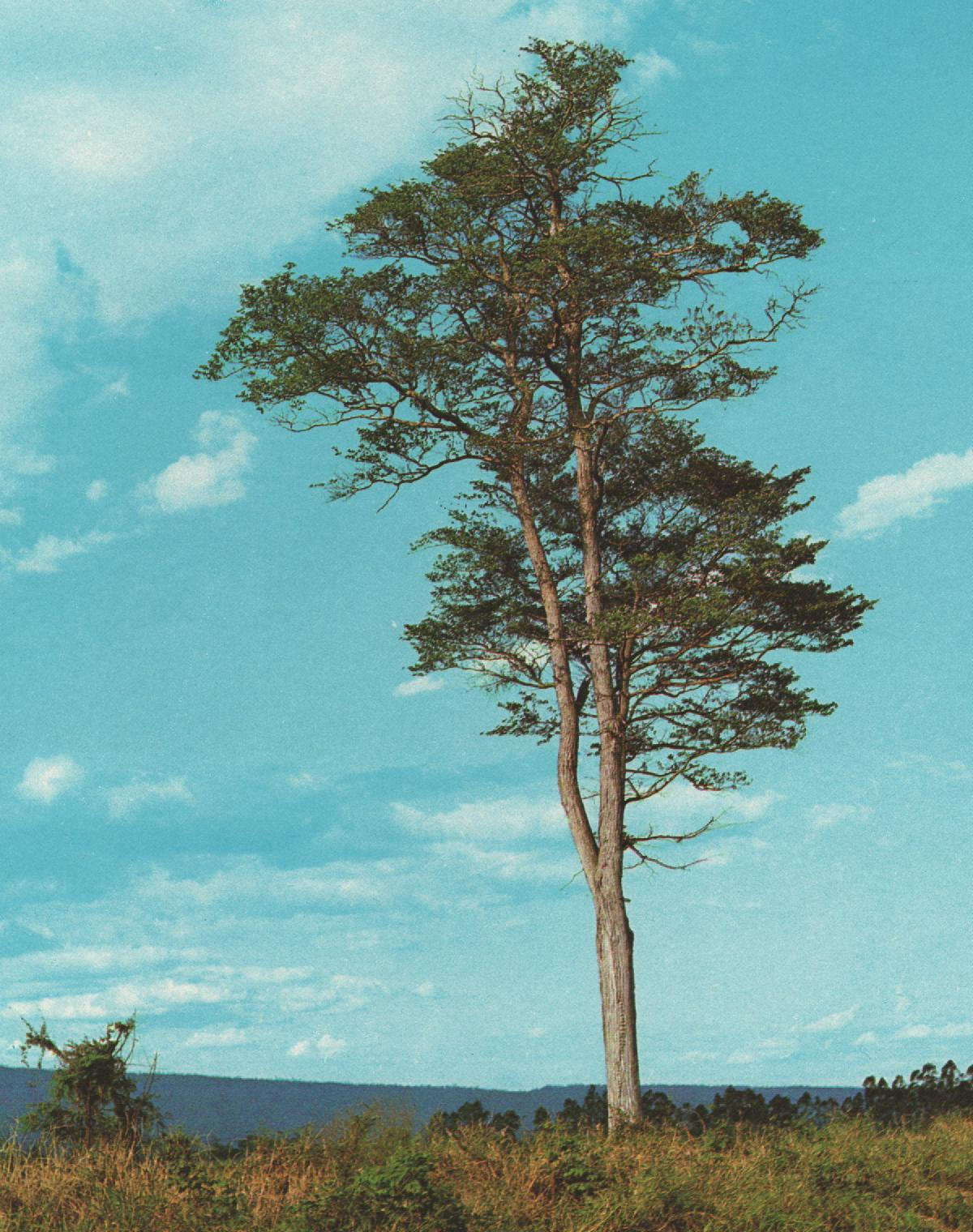
Palo blanco (Calycophyllum multiflorum)
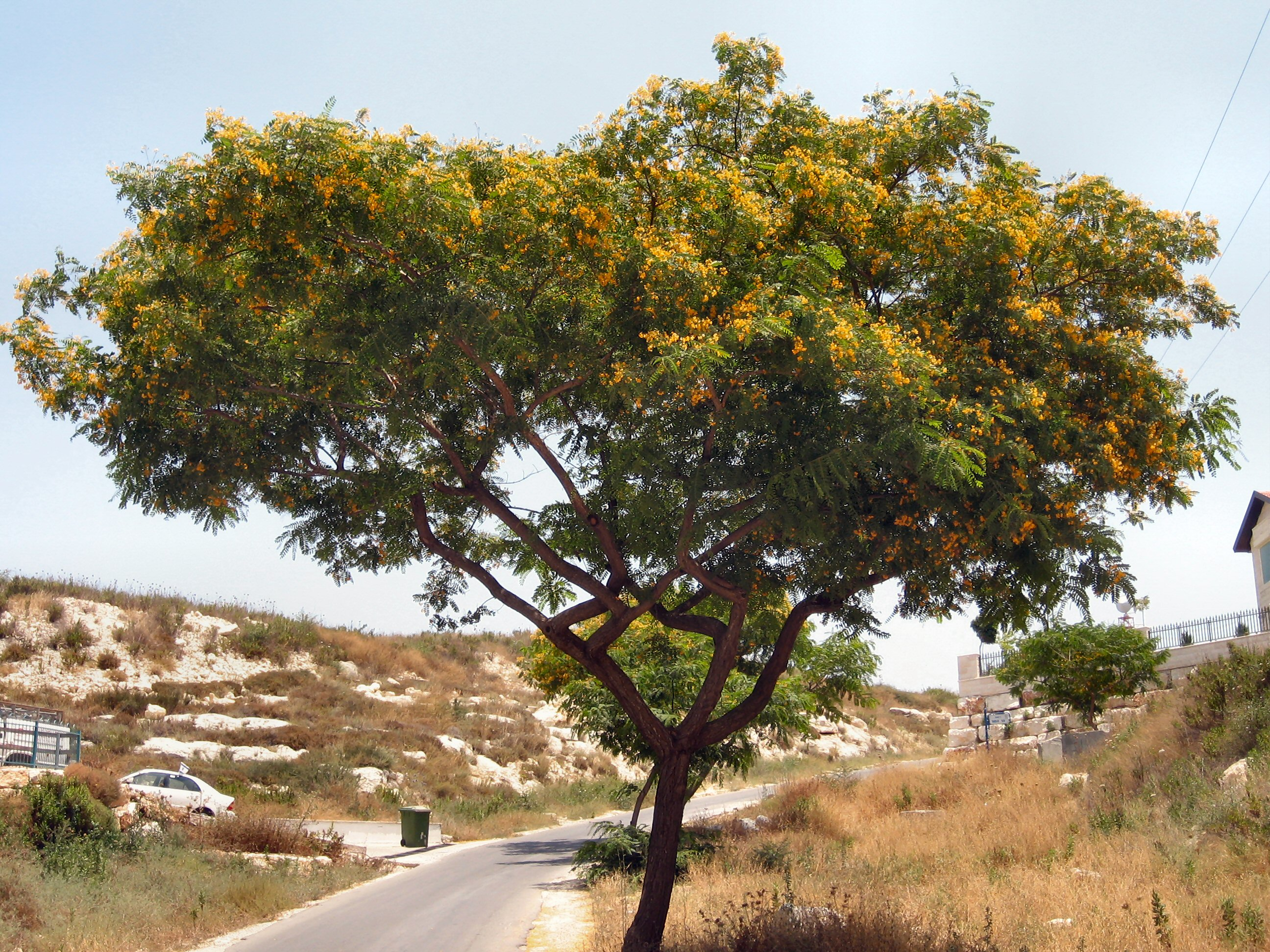
Tipa (Tipuana tipu)
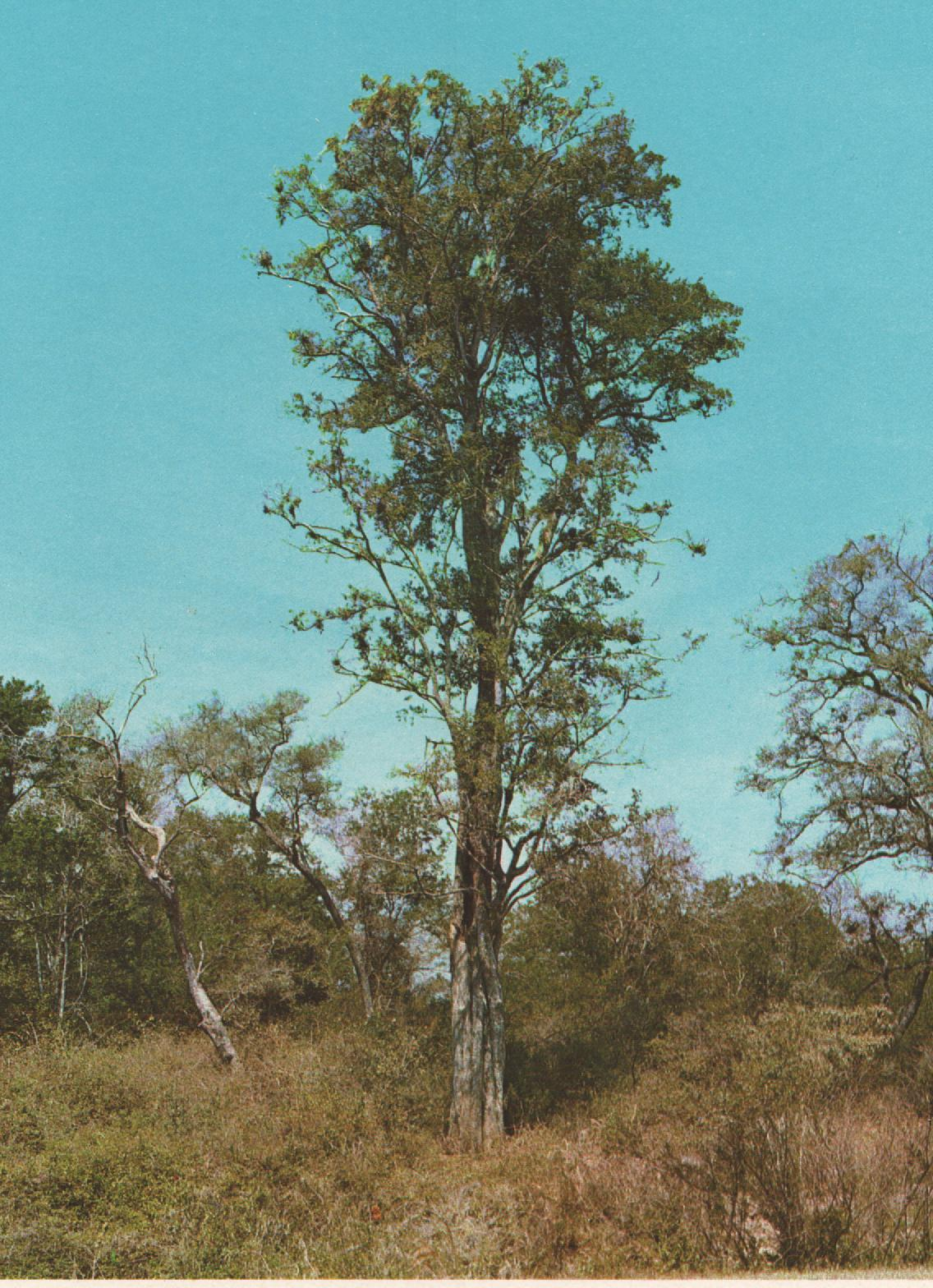
Palo amarillo (Phyllostylon rhamnoides)

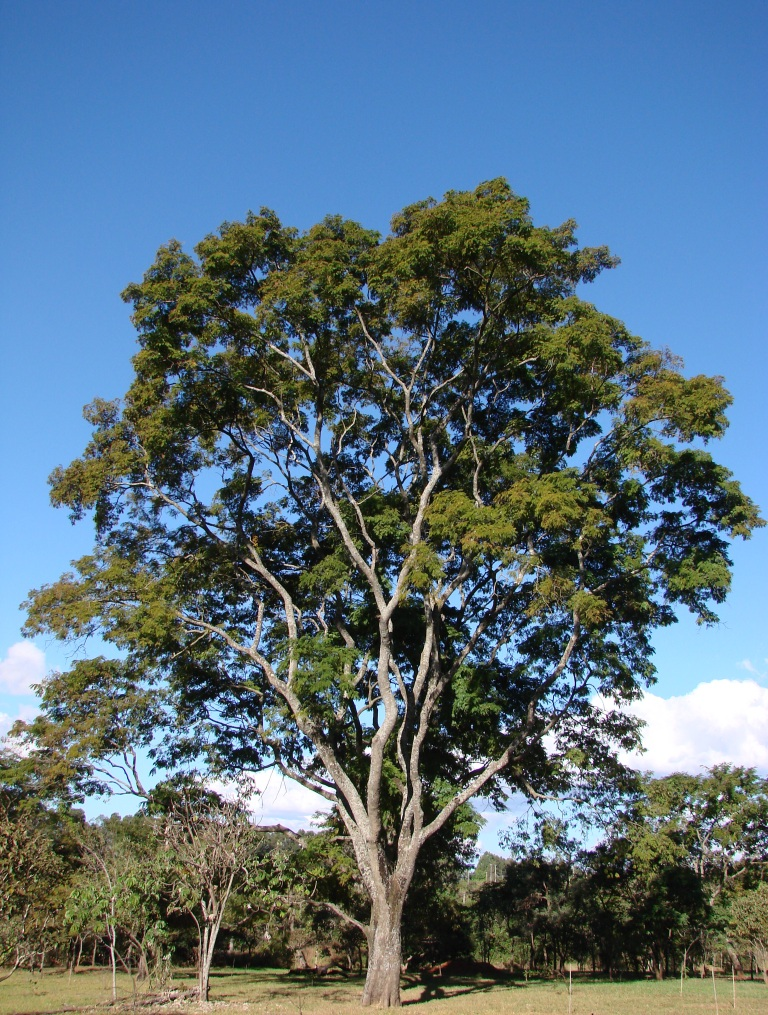
Cebil colorado (Anadenanthera colubrina)
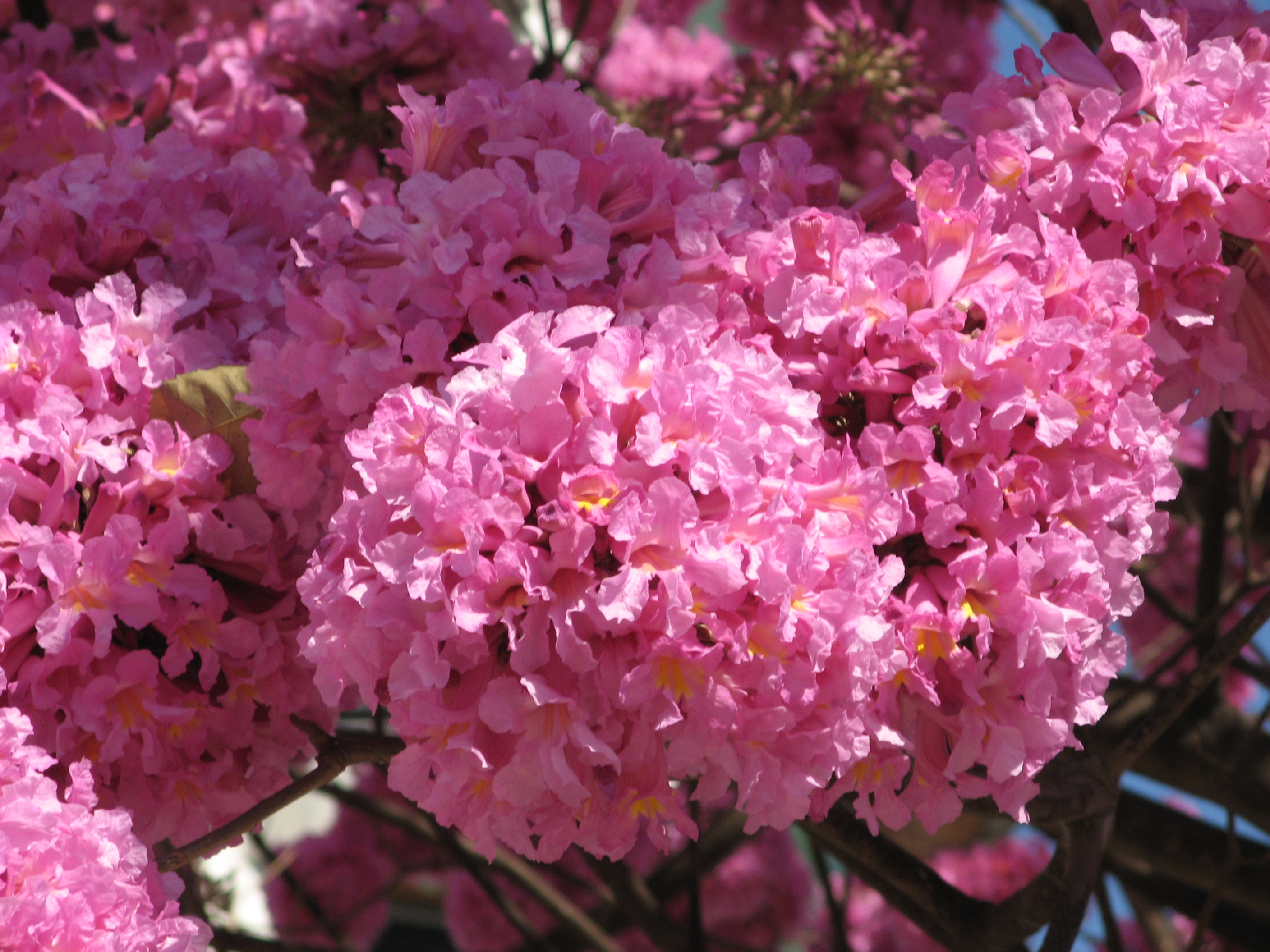
Fleurs de lapacho (Tabebuia impetiginosa)
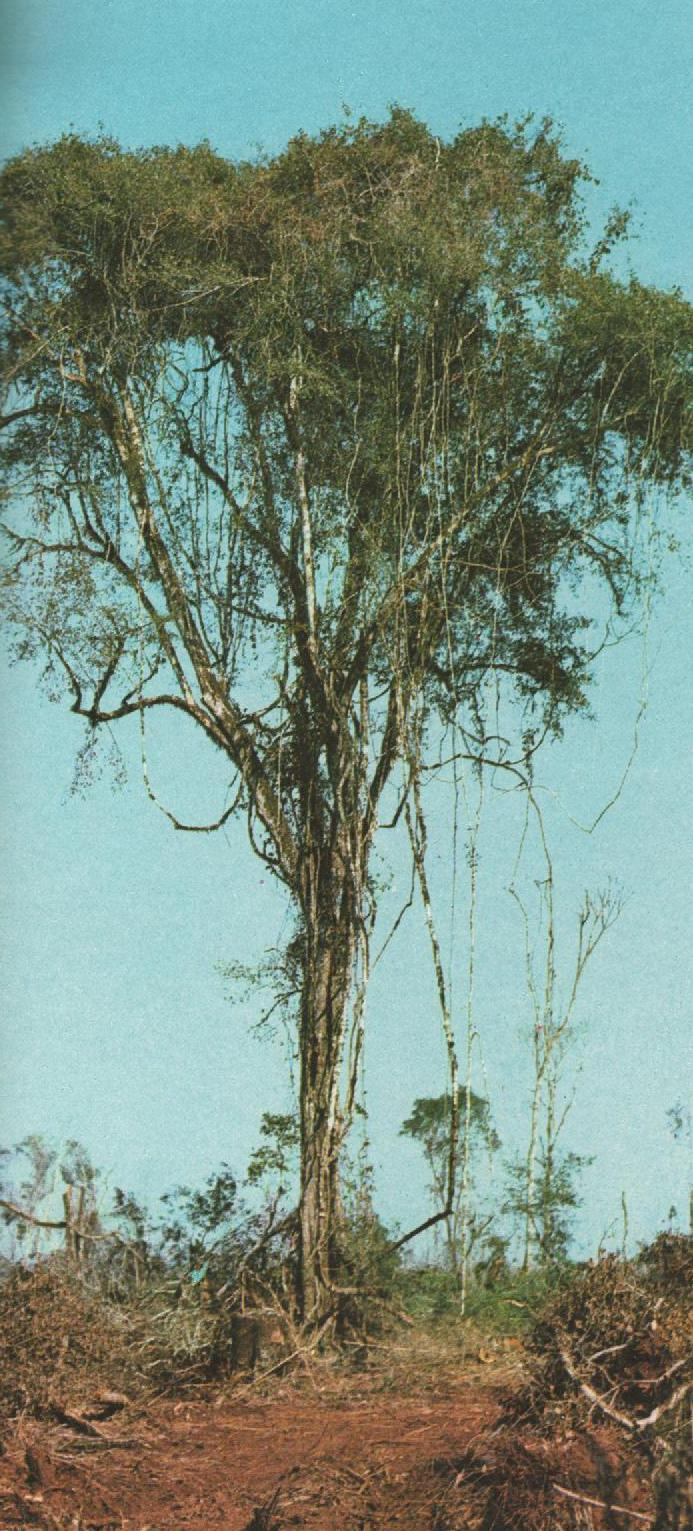
Palo lanza (Patagonula americana)

### La Forêt tropicale humide ou Selva Montana
La strate supérieure de la Selva Montana est occupée par les très grands arbres (plus de 30 m de haut) formant la canopée. Ces géants sont les plantes qui ont le plus besoin de lumière pour assurer leur croissance, leurs troncs peuvent atteindre un mètre de diamètre. Parmi eux : le laurel tucumano (Cinnamomum porphyrium), l'horco molle (Blepharocalyx gigantea), le cèdre missionnaire (Cedrela fissilis), le noyer austral (nogal austral) (Juglans australis), le güili (Pseudocaryphyllus güili), le mato (Eugenia punges), le cebil (Parapiptadenia excelsia), le cambuatá (Cupania vernalis), le palo San Antonio (Rapanea laetivirens), le chêne créole (Amburana cearensis), le pacará (Enterolobium contortisiliquum). 

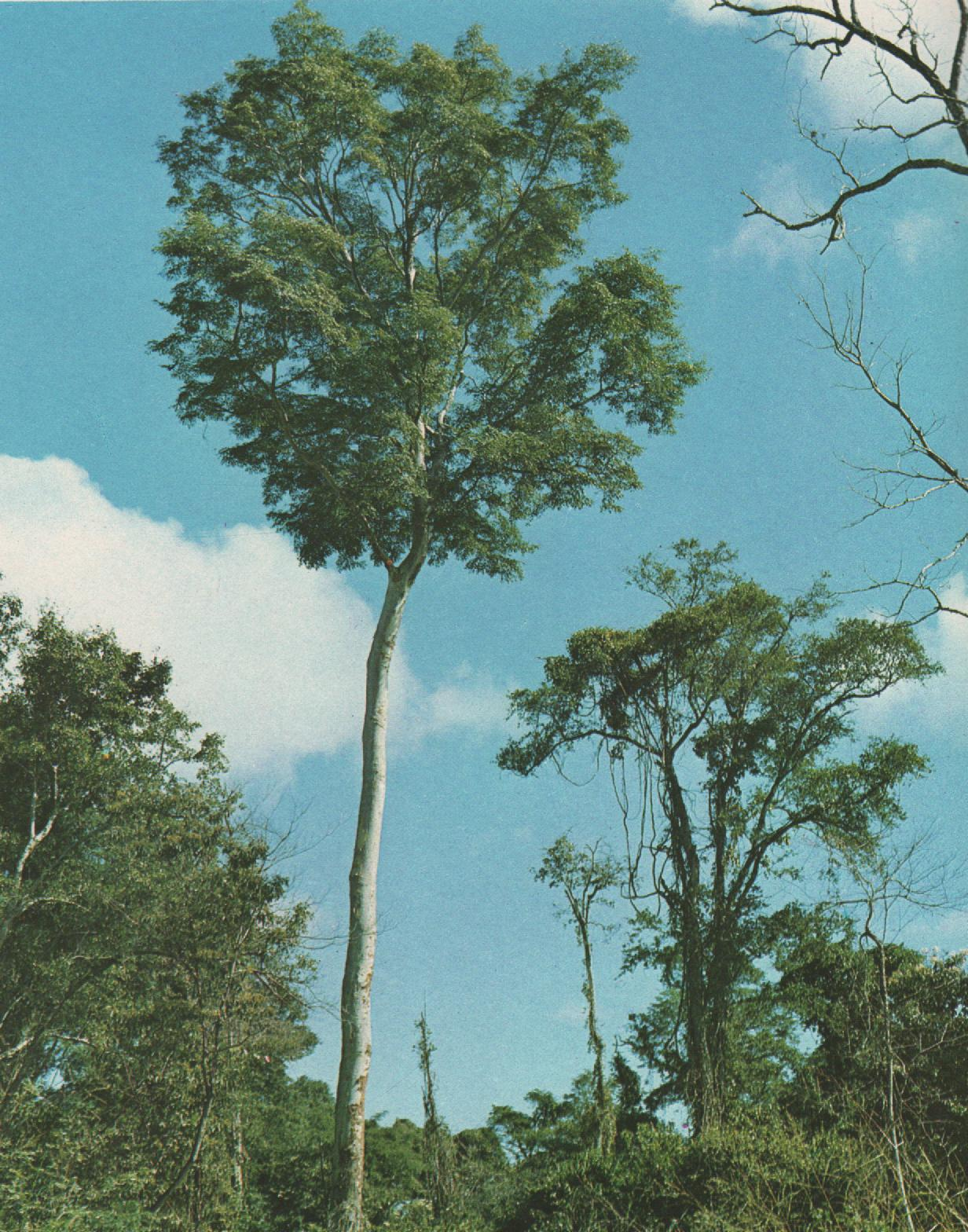
Chêne créole (Amburana cearensis)
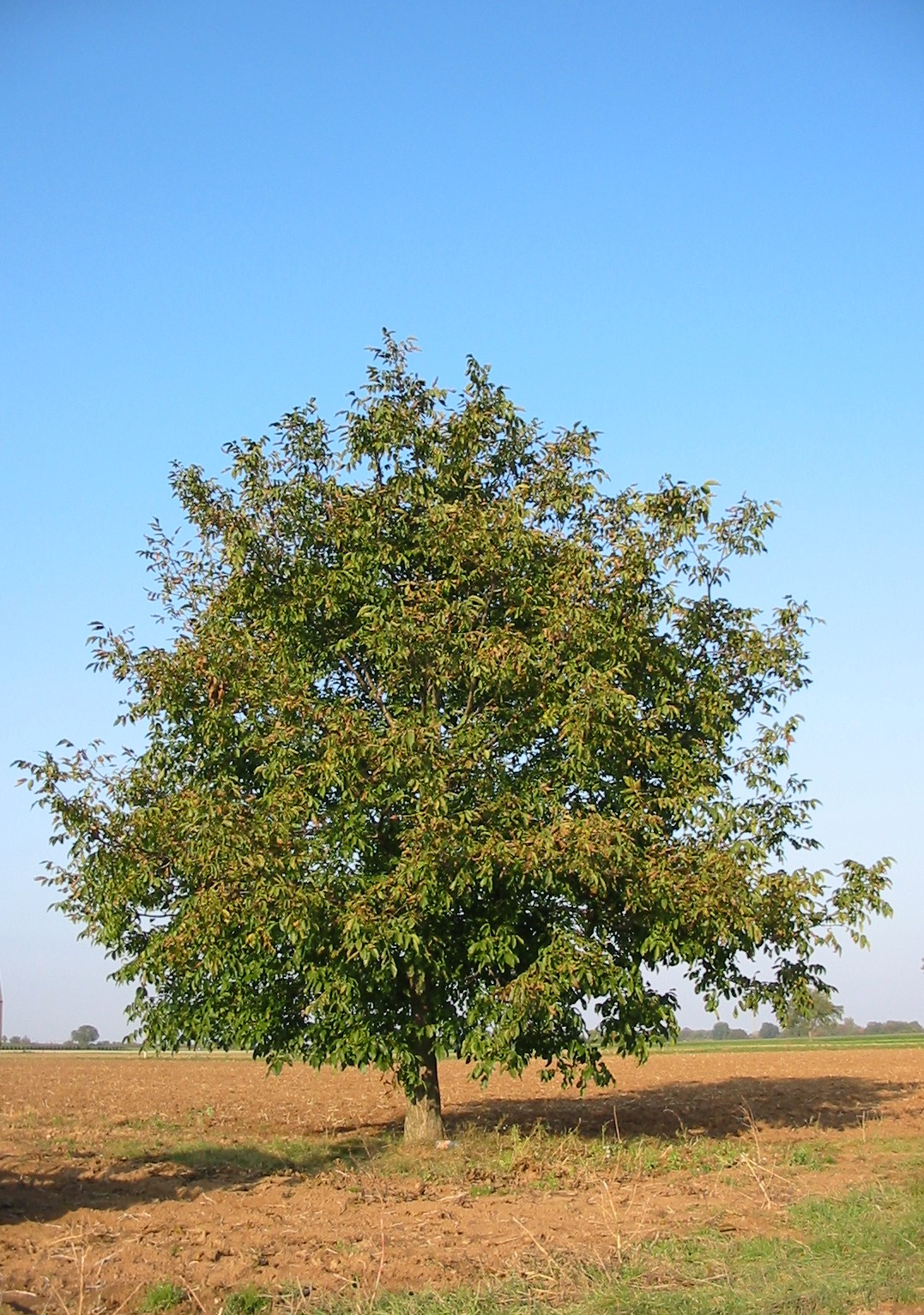
Noyer austral (Juglans australis)

La strate suivante de la forêt tropicale humide des yungas, inférieure à la précédente, est formée d'arbres moins hauts, atteignant vingt mètres au plus. Parmi ceux-ci : le chal-chal (Allophylus edulis), le cèdre salteño (Cedrela lilloi), le palo luz (Prunus tucumanensis), la tipa (Tipuana tipu), le cochuco (Zanthoxylum ou Fagara coco), le roble (Ilex argentina), le tala (Celtis brasiliensis), le tala blanca (Crinodendron tucumanum).
Plus bas encore se développe le sous-bois ou strate arbustive. Celle-ci se compose d'arbustes hauts de 2 à 4 mètres. On peut citer : Baccharis tucumanensis, Chusquea lorentziana, Boehmeria caudata, Pavonia malvacea, Urea baccifera, Miconia ioneura, Cestrum lorentzianum, etc.
Plus près du sol encore, la strate herbacée se compose d'herbes hautes pouvant atteindre 1,5 voire 2 mètres, tels Polymnia connata, Senecio peregrinus, Dendrophorbium bomanii, Vernonia pingüis, Verbesina suncho. D'autres herbacées de moindre importance sont notamment Elephantopus mollis, Pteris deflexa (fougère du genre Pteris), Pharus glaber, Oplismenus hirtellus, Begonia micranthera et Begonia boliviensis, Seemannia gymnostoma, etc.
Le sol quant à lui est recouvert de plantes se développant au ras du sol, de mousses et de lichens.
La forêt tropicale humide des yungas comporte de nombreuses lianes, épiphytes et plantes grimpantes, poussant surtout sur les Cinnamomum (laurels ou lauriers) et sur les Tipuana tipu (tipas). Les lichens, fougères et broméliacées (entre autres du genre Tillandsia) forment de grandes colonies sur les branches des arbres.

## Faune des Yungas méridionales
Dans le secteur des Yungas de la province de Salta, on enregistre 89 espèces de mammifères, et parmi eux : le jaguar ou tigre (Panthera onca), le puma (Puma concolor), le tapir ou anta (Tapirus terrestris), l'ocelot (Leopardus pardalis), l'ours à lunettes (Tremarctos ornatus), la loutre géante (lobito de río - Pteronura brasiliensis), la loutre à longue queue (Lontra longicaudis), le raton crabier (Procyon cancrivorus), le pecari labiado ou majano (Tayassu pecari), le jaguarondi (Puma yagouaroundi), le singe capucin ou caí ou tití (Cebus apella) et le taruca ou cerf andin (Hippocamelus antisensis) dans les pâturages de hauteur, entre autres.

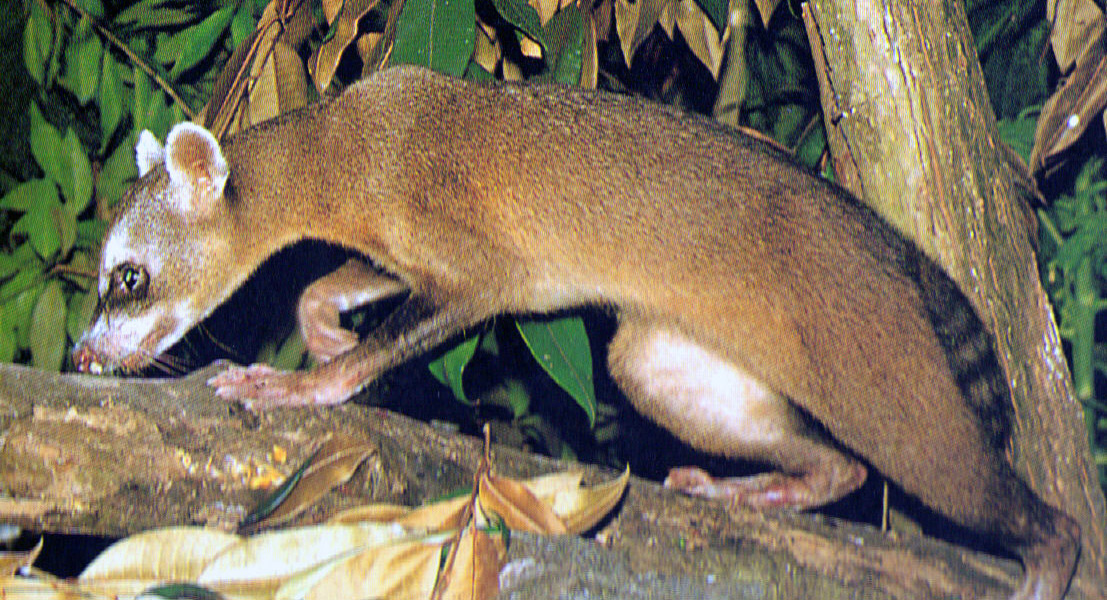
Raton crabier (Procyon cancrivorus)
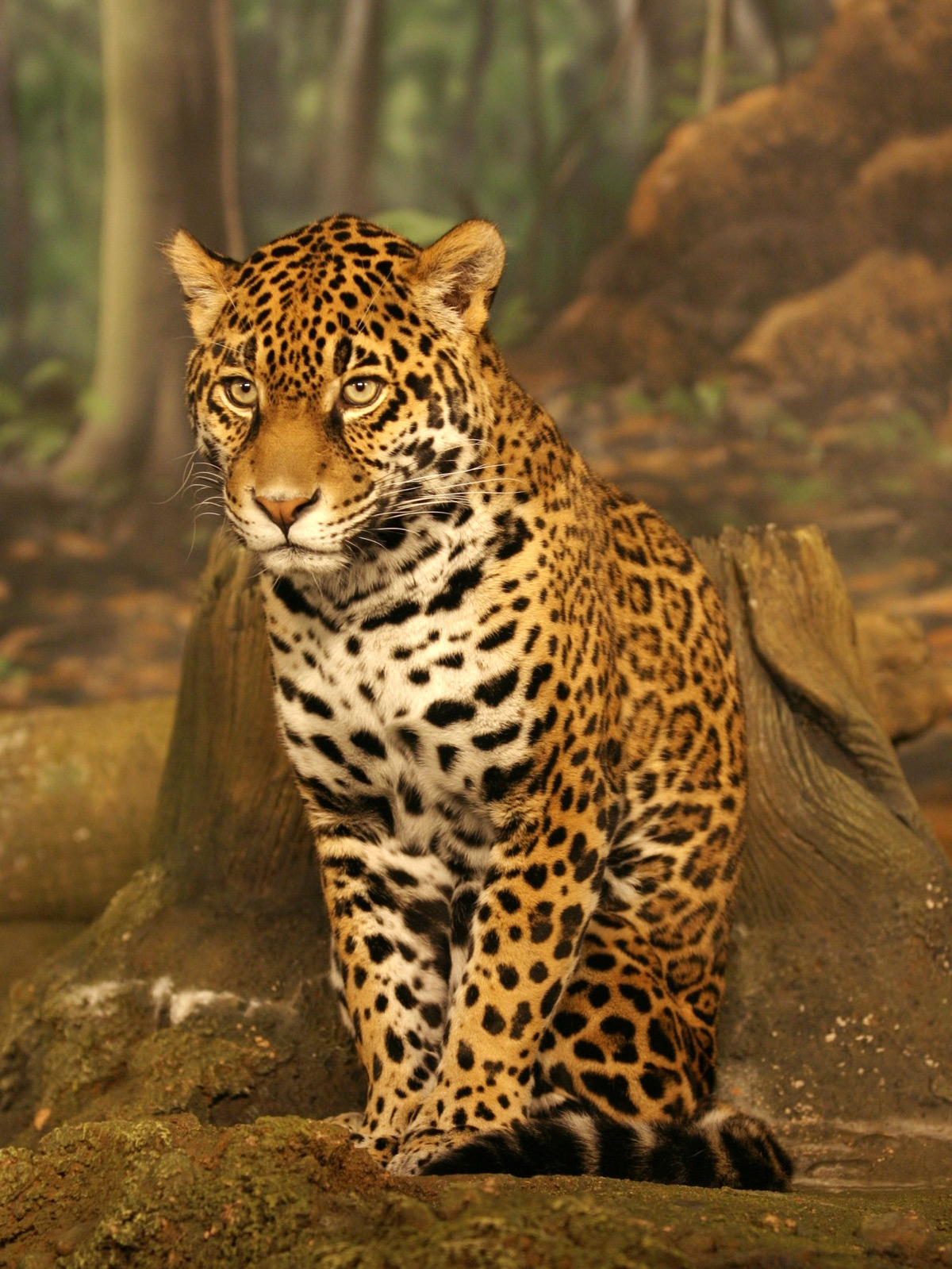
Le jaguar, le plus grand prédateur terrestre d'Amérique du Sud.
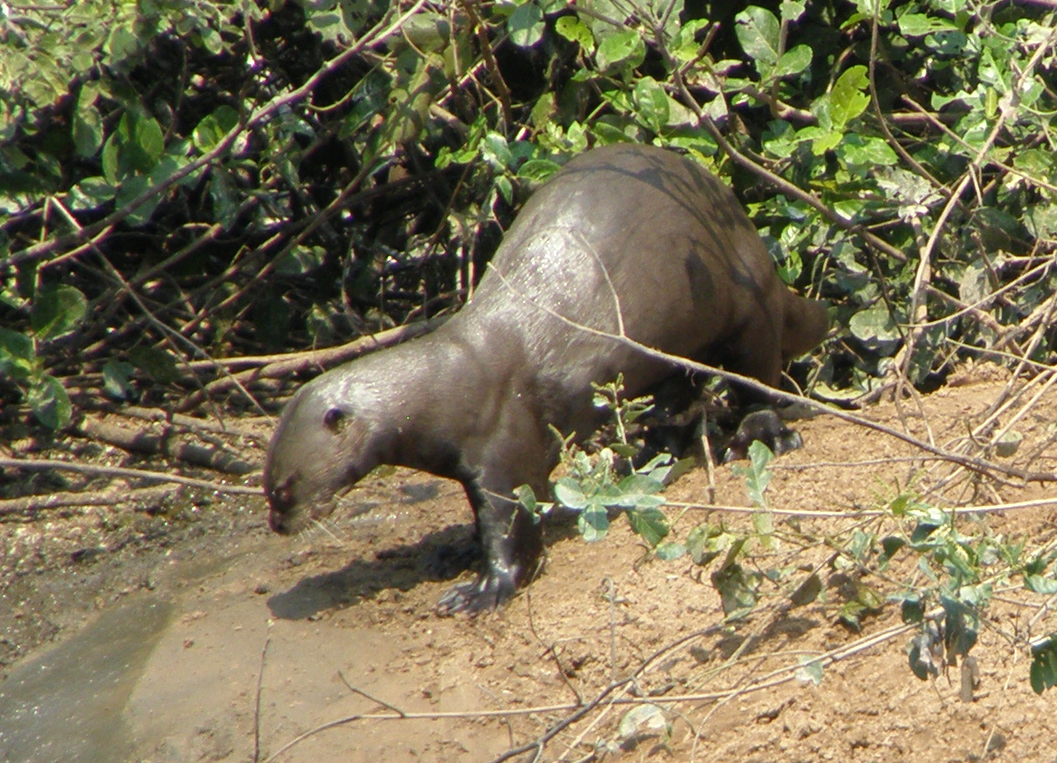
Loutre géante (Pteronura brasiliensis)

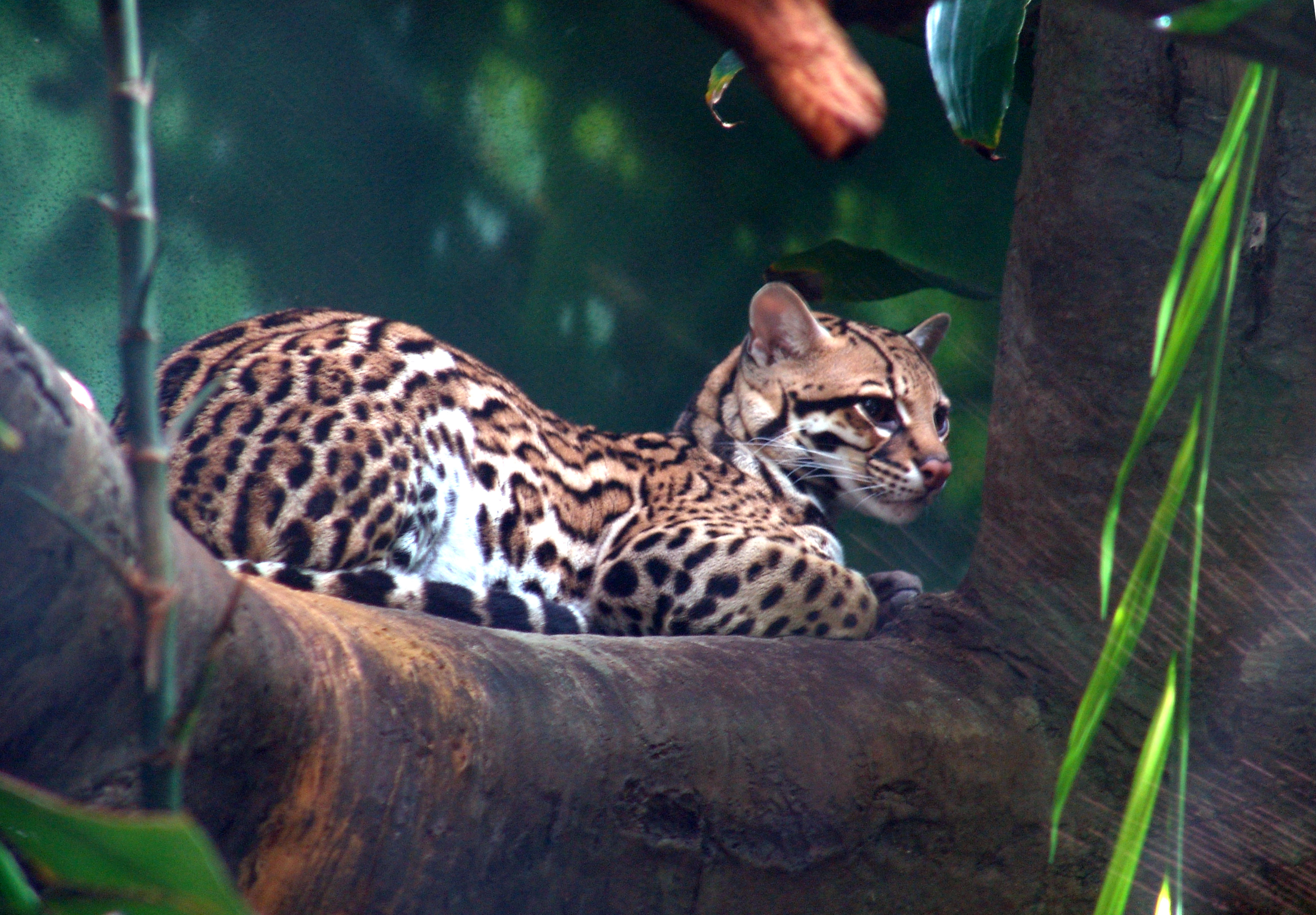
Ocelot (Leopardus pardalis)
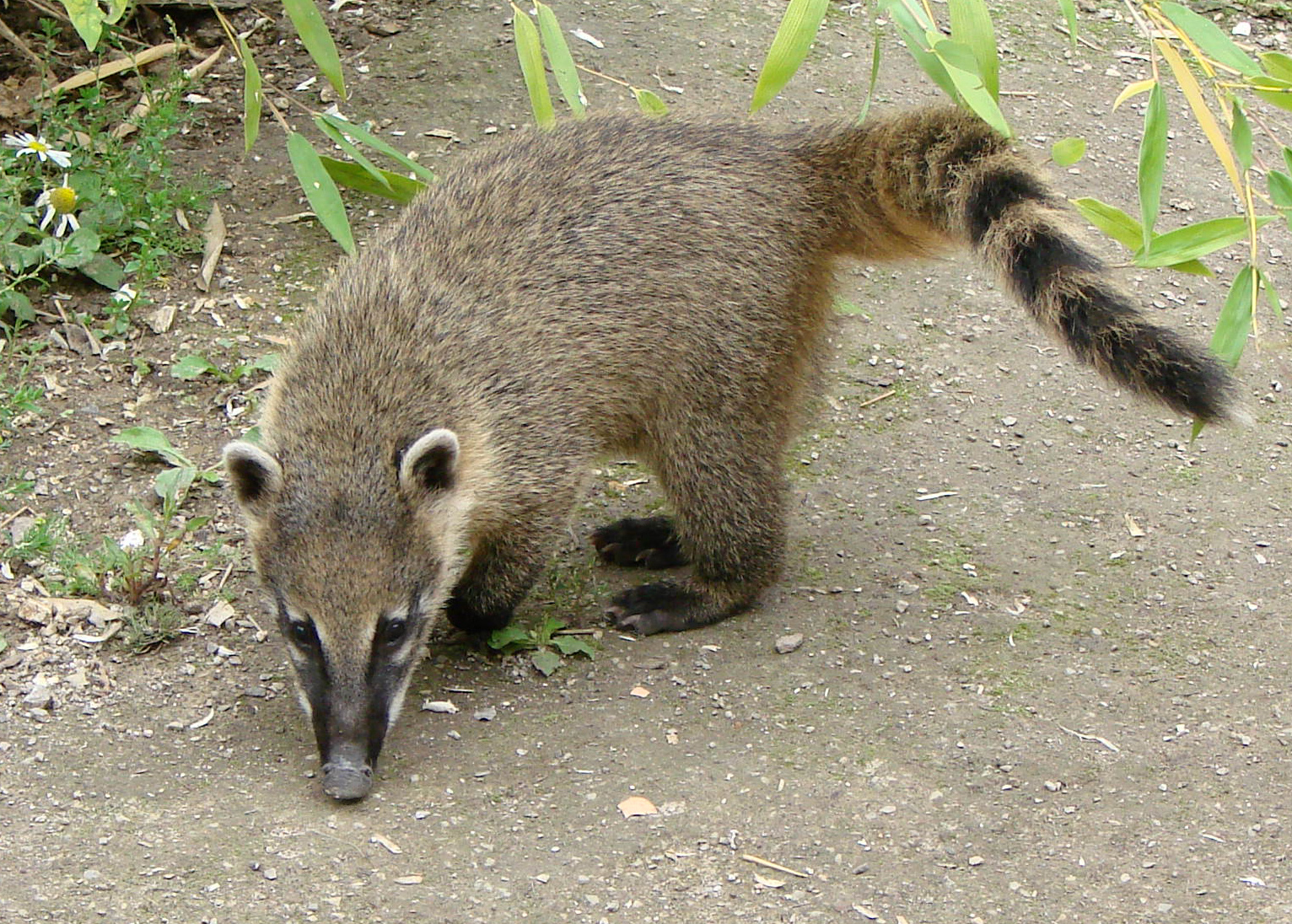
Coati ou Nasua nasua
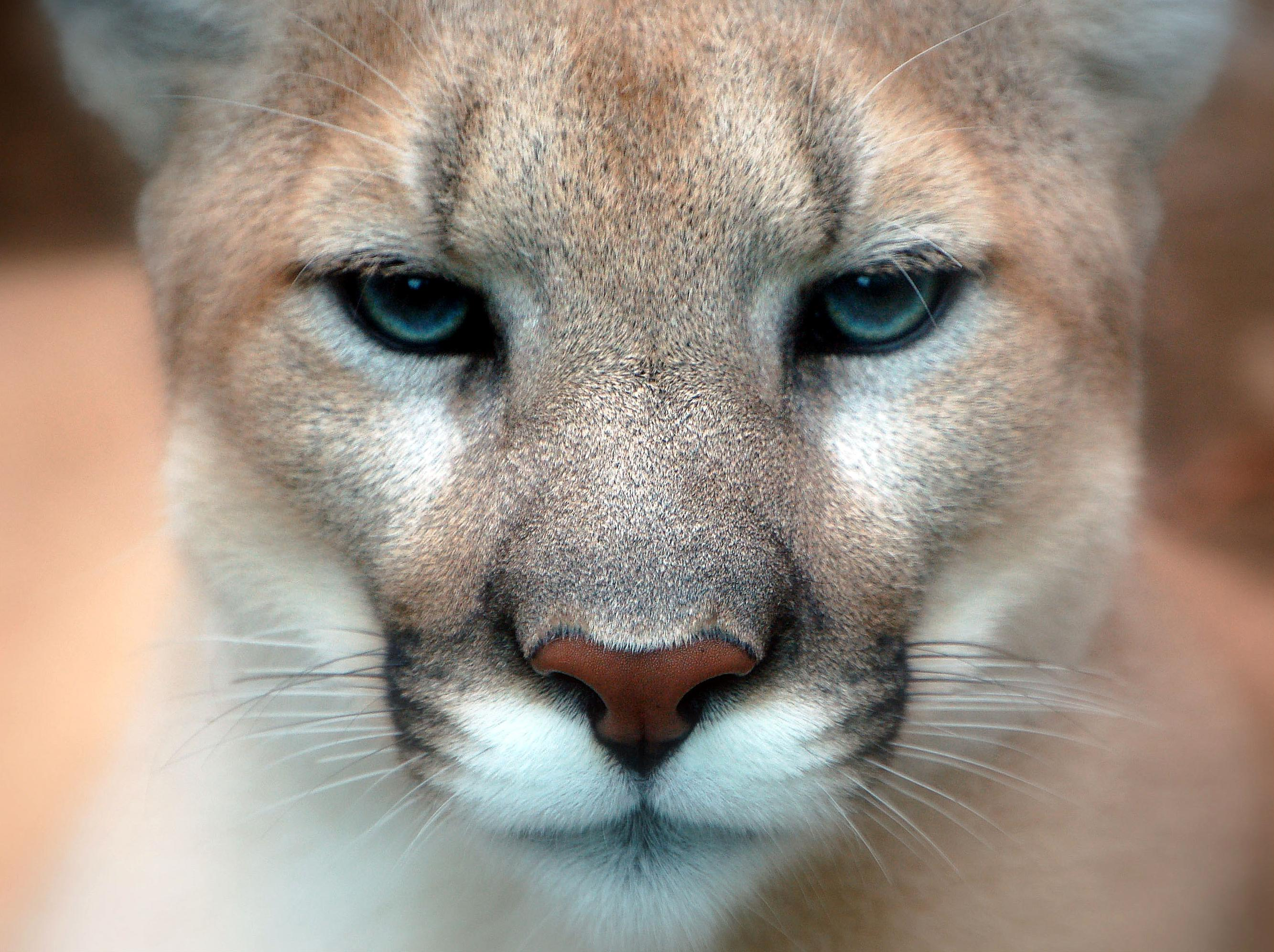
Tête de puma (Puma concolor)

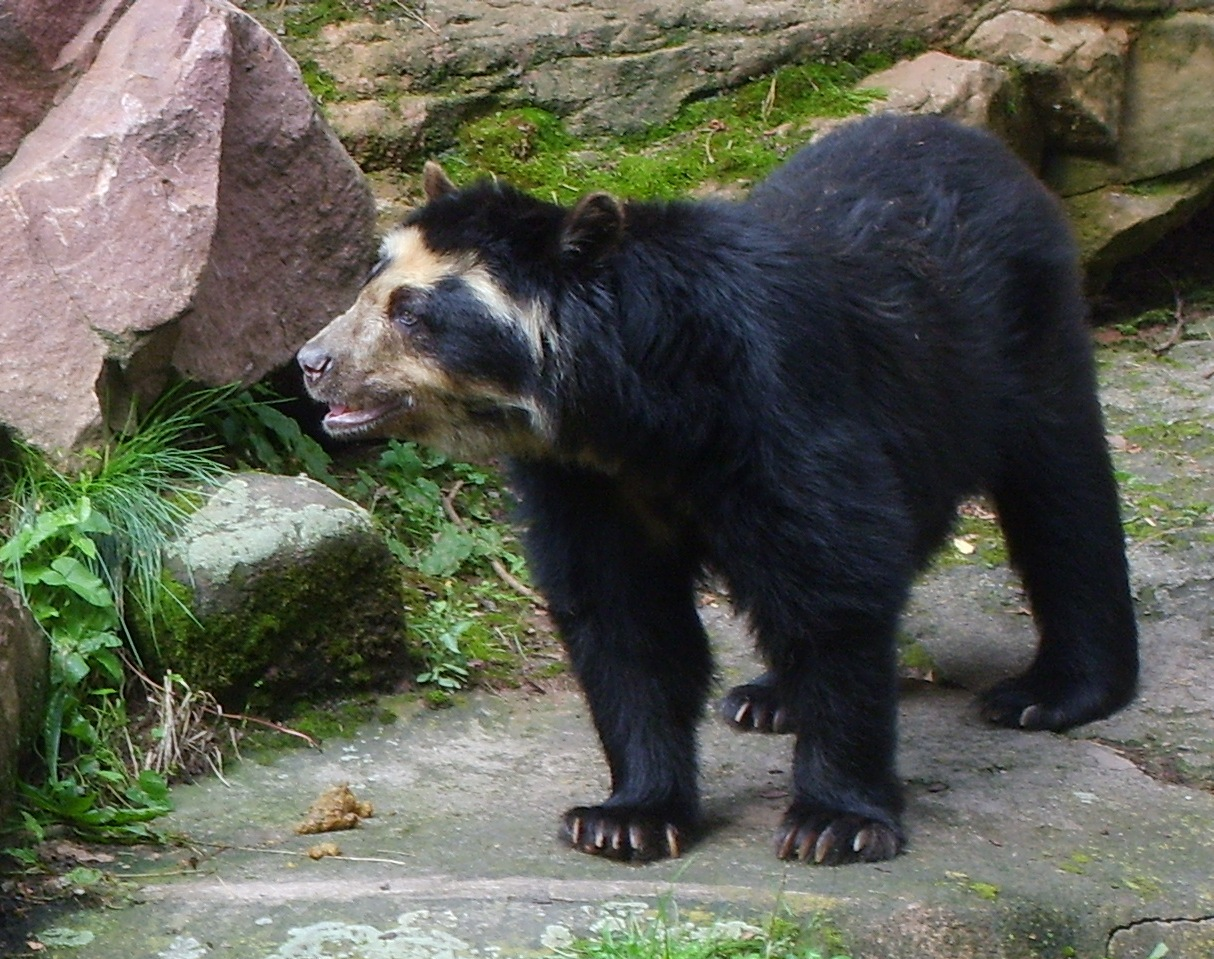
Ours à lunettes (Tremarctos ornatus)
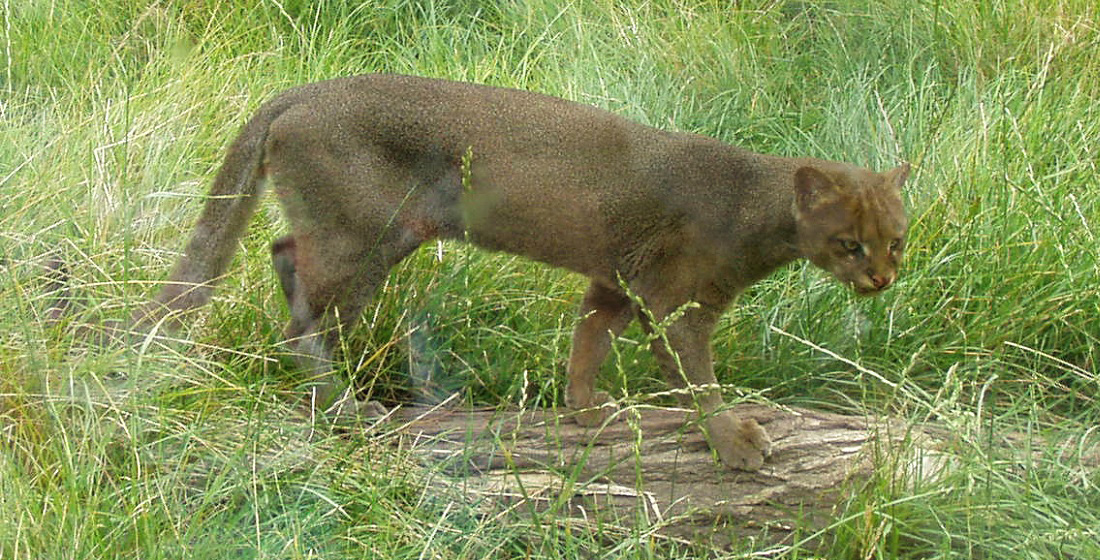
Jaguarondi (Puma yagouaroundi)
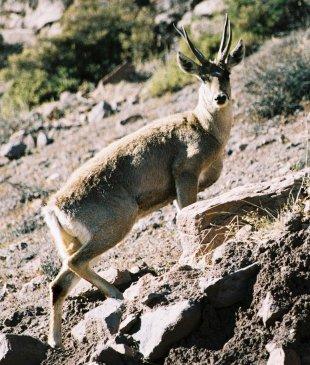
Taruca ou cerf andin (Hippocamelus antisensis)

Certains mammifères sont exclusifs des Yungas, comme la chauve-souris hocicudo (Anoura caudifer), l'écureuil roux sud-américain ou nuecero (Sciurus ignitus), le coendou à épines blanches (Coendou prehensilis) et le coendou à épines noires (Coendou bicolor).
En ce qui concerne les oiseaux, on compte dans le secteur nord des yungas de Salta et de Jujuy, non moins de 39 espèces exclusives. Parmi elles il faut citer l'aigle orné (Spizaetus ornatus), l'aigle féroce , la "pava de monte" ou pénélope de Dabbene (un cracidae appelé pava étant donné sa ressemblance avec la dinde, ce qui se dit pava en espagnol), les perroquets ara militaire et ara à collier jaune, les caprimulgidae ou engoulevents tels que l'engoulevent lyre, le momotidé motmot houtouc et l'emberizidé cassique huppé, entre autres.

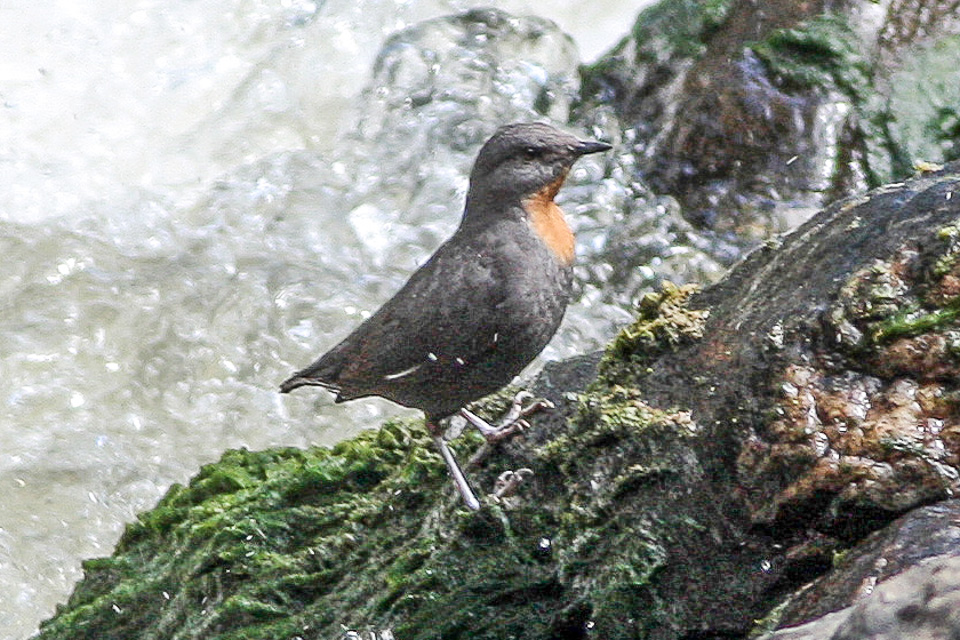
cincle à gorge rousse
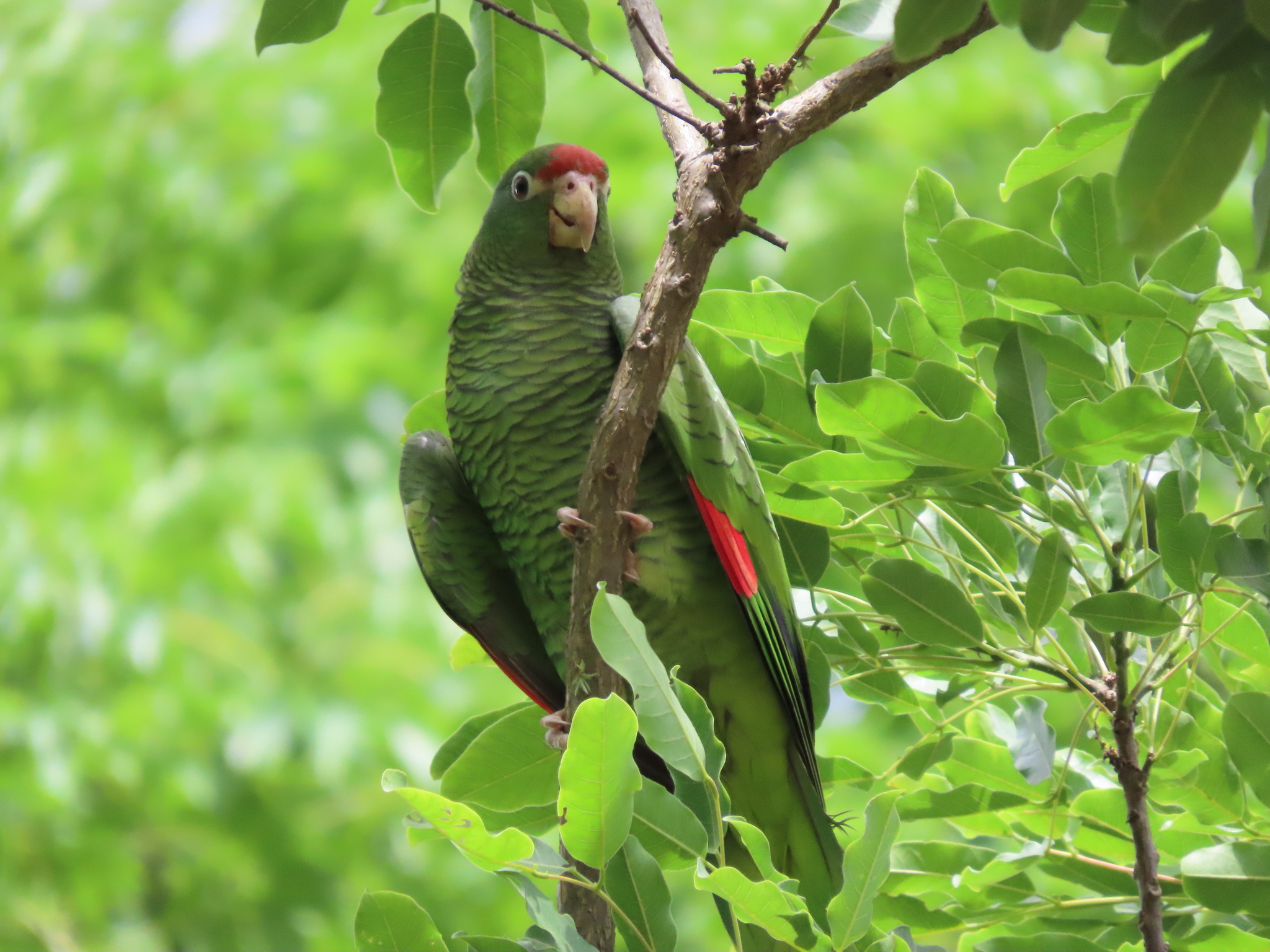
amazone de Tucuman
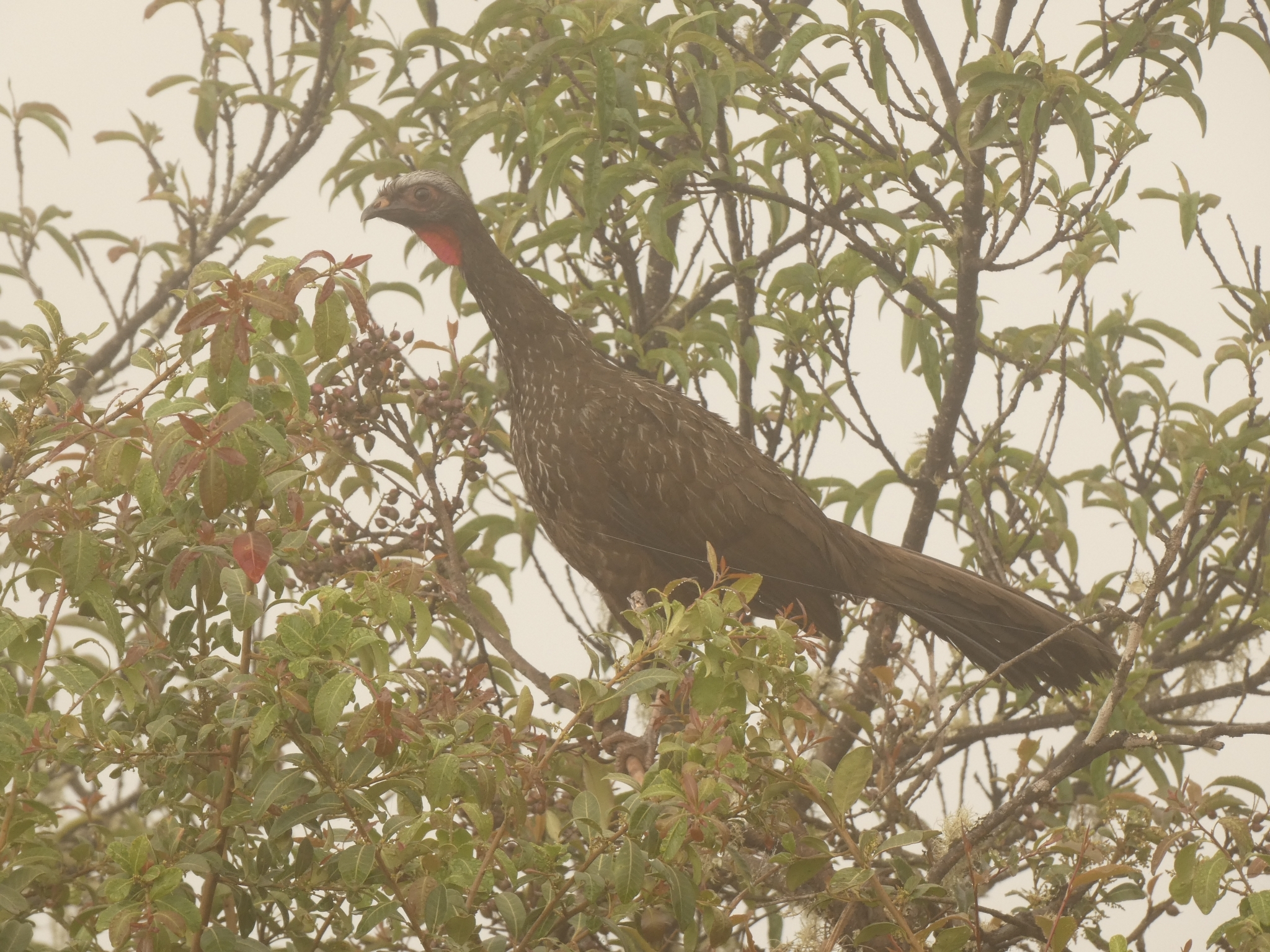
pénélope de Dabbene

Parmi les reptiles on doit souligner le caïman à museau large ou yacaré ñato (Caiman latirostris), aujourd'hui rare dans la région, mais localement abondant dans quelques zones clés (parc provincial Laguna Pintascayo en bordure du río Pescado ), certains lézards (par exemple Stenocercus roseiventris, Stenocercus caducus, Opipeuter xestus, Stenocercus marmoratus) le lézard coloré (Tupinambis rufescens), différentes espèces de serpents (par exemple le colubridae Atractus canedii, Epictia albipuncta, Leptotyphlops striatulus), le "chelco pintado" (Tropidurus melanopleurus pictus), ainsi que de dangereuses vipères à fosses : yarará chica (Bothrops neuwiedi) et yarará ñata (Bothrops ammodytoides). Parmi les autres serpents venimeux, il faut citer le redoutable crotale cascabelle (Crotalus durissus terrificus) et le serpent corail Micrurus pyrrhocryptus .

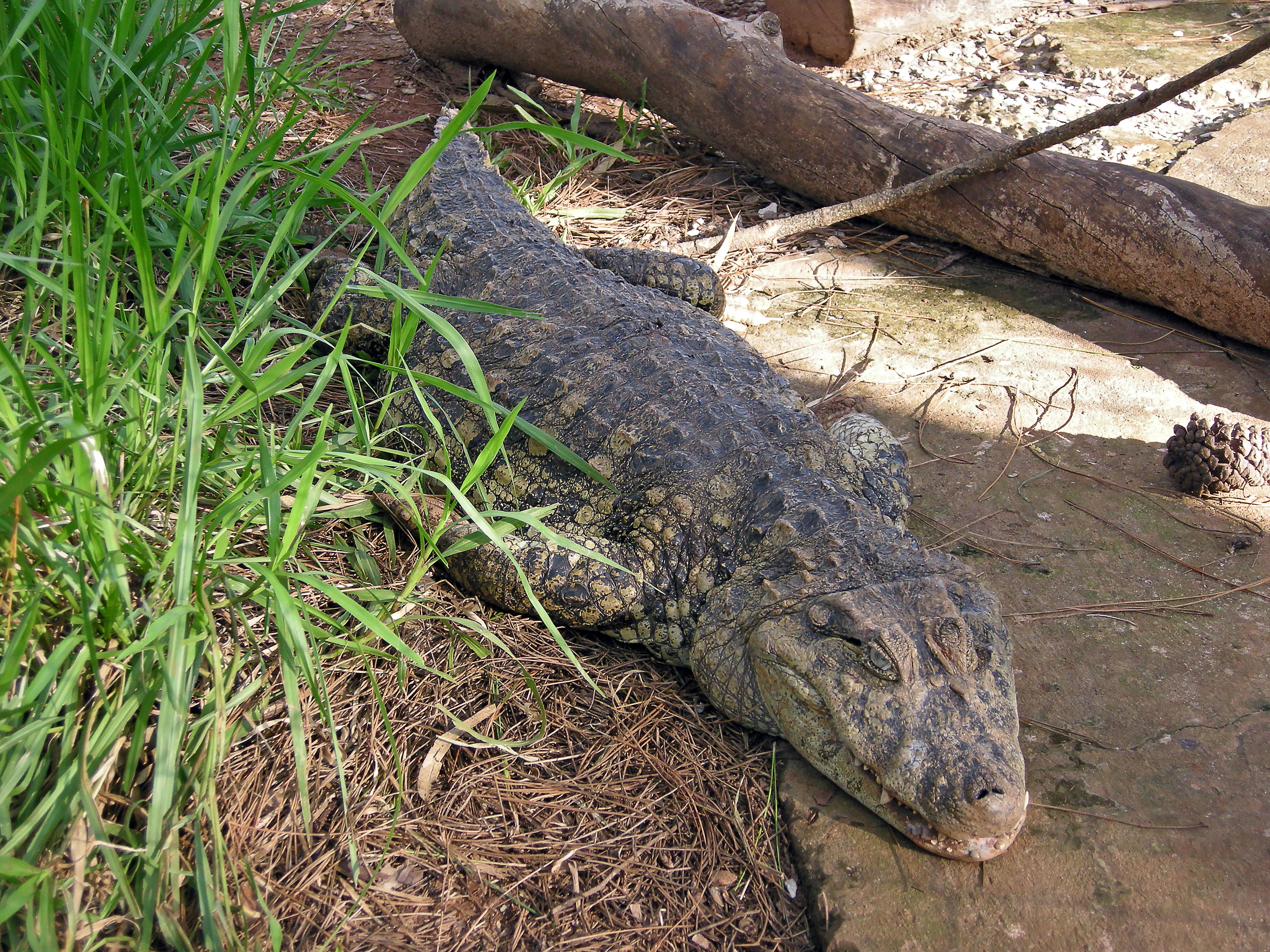
Caïman à museau large (Caiman latirostris)
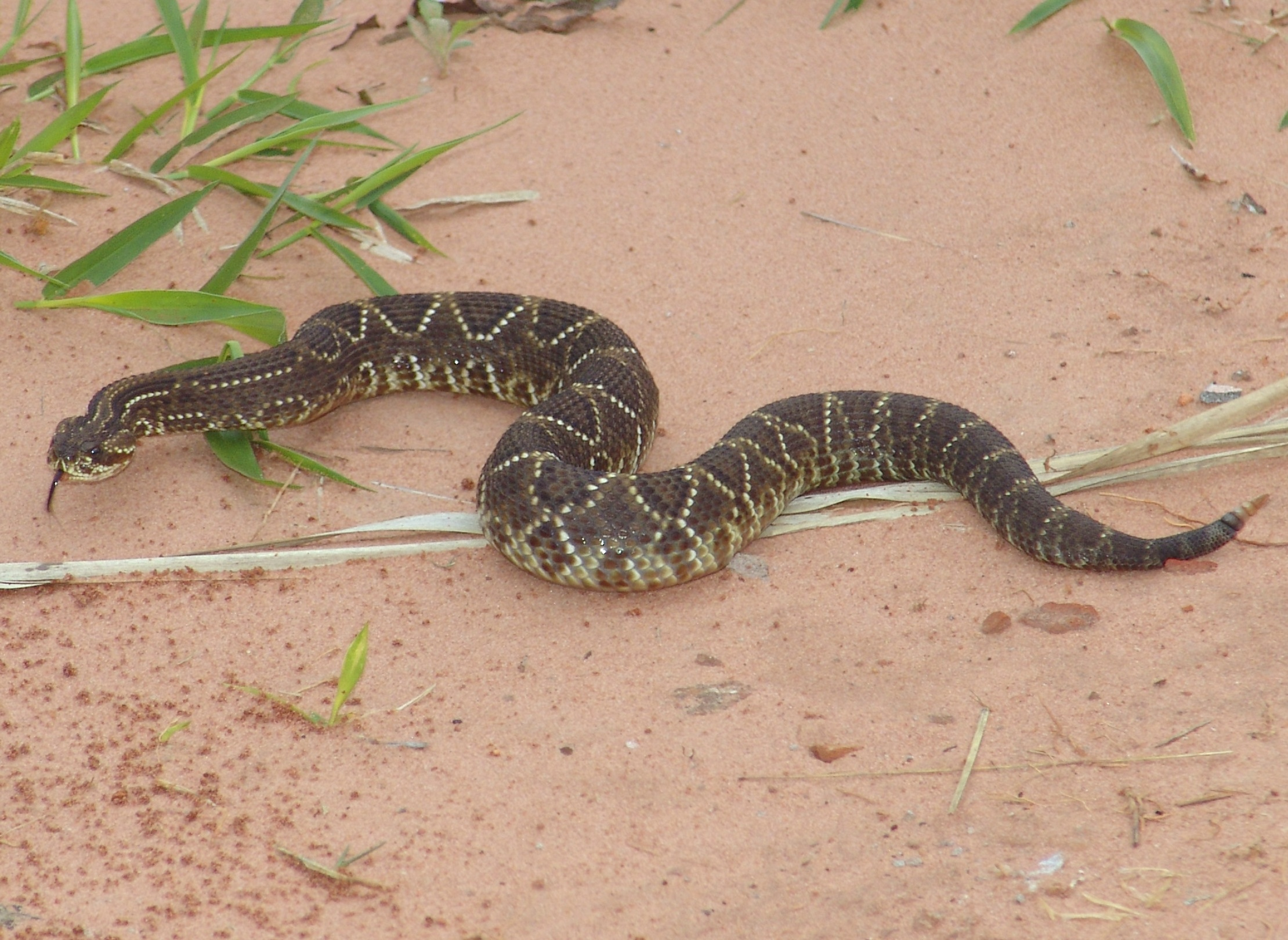
La cascabelle est un des plus grands serpents à sonnette (Crotalus durissus)
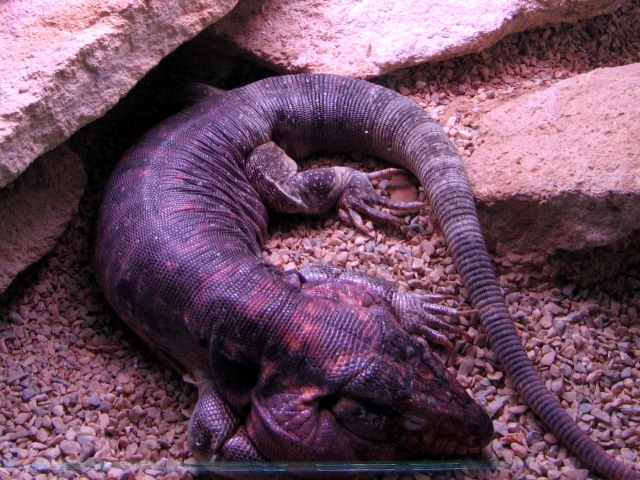
Tégu rouge ou lézard coloré (Tupinambis rufescens)

Les Yungas sont la cinquième écorégion argentine la plus riche en faune des amphibiens. On a enregistré 39 espèces d'anoures dans la région des Yungas, appartenant à 15 genres et à 4 familles. Huit espèces sont endémiques : Bufo gallardoi, Melanophryniscus rubriventris sensu lato, Gastrotheca christiani, Gastrotheca chrysosticta, Gastrotheca gracilis, Telmatobius oxycephalus et Telmatobius stephani. Telmatobius ceiorum est endémique de la Sierra del Aconquija et ne se trouve que dans quelques régions des provinces de Catamarca et de Tucumán.
L'ichtyofaune est caractéristique des rios de montagne, en particulier le "dientudo" (Characidium fasciatum), le bagre de torrent (Trichomycterus alterum), et les anciens (Ixinandria steinbachi, Spatuloricaria evansii, Pterygoplichthys anisitsi). Il y a aussi la "madre de agua" (Jenynsia lineata) dans les torrents, ainsi que des espèces menacées par la surexploitation comme la "daurade argentine" (Salminus brasiliensis ou maxillosus), le "surubí tigré" (Pseudoplatystoma fasciatum) et le "patí" (Luciopimelodus argentinus).

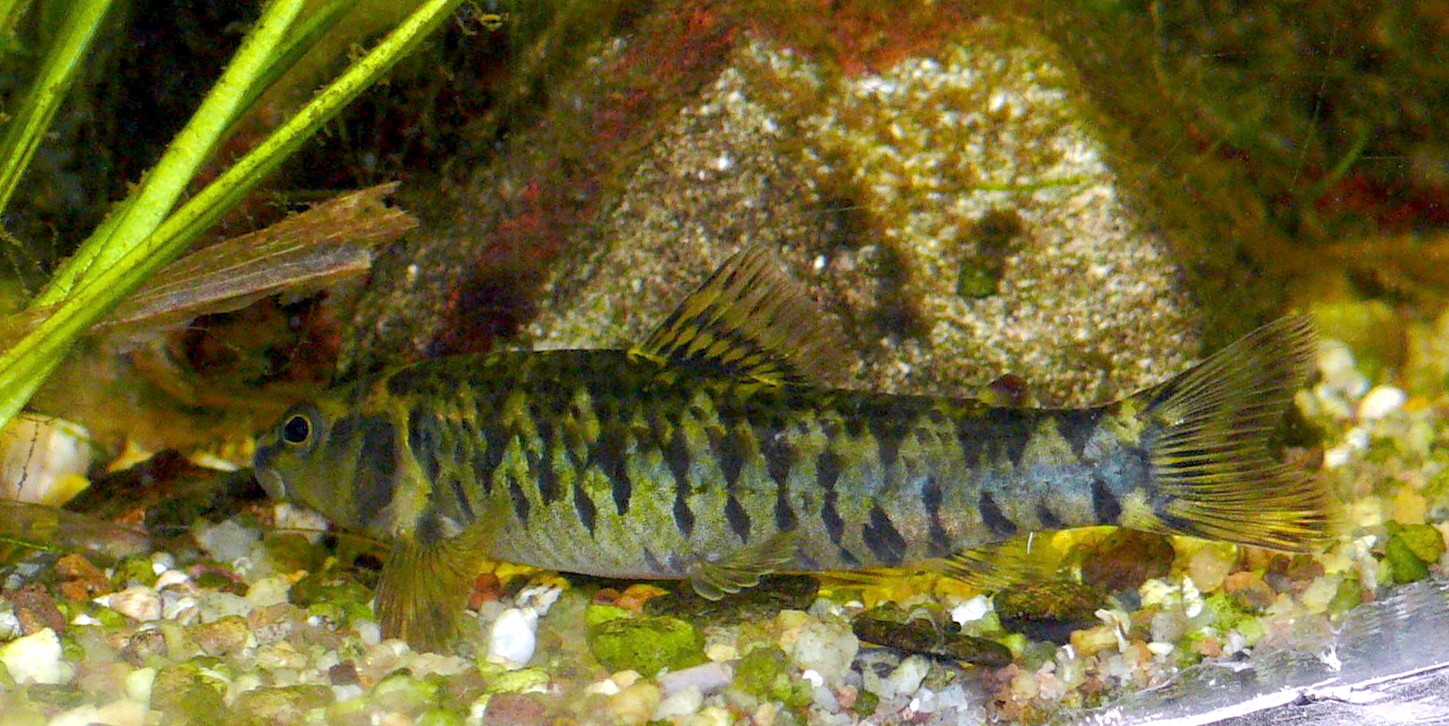
Dientudo (Characidium fasciatum)
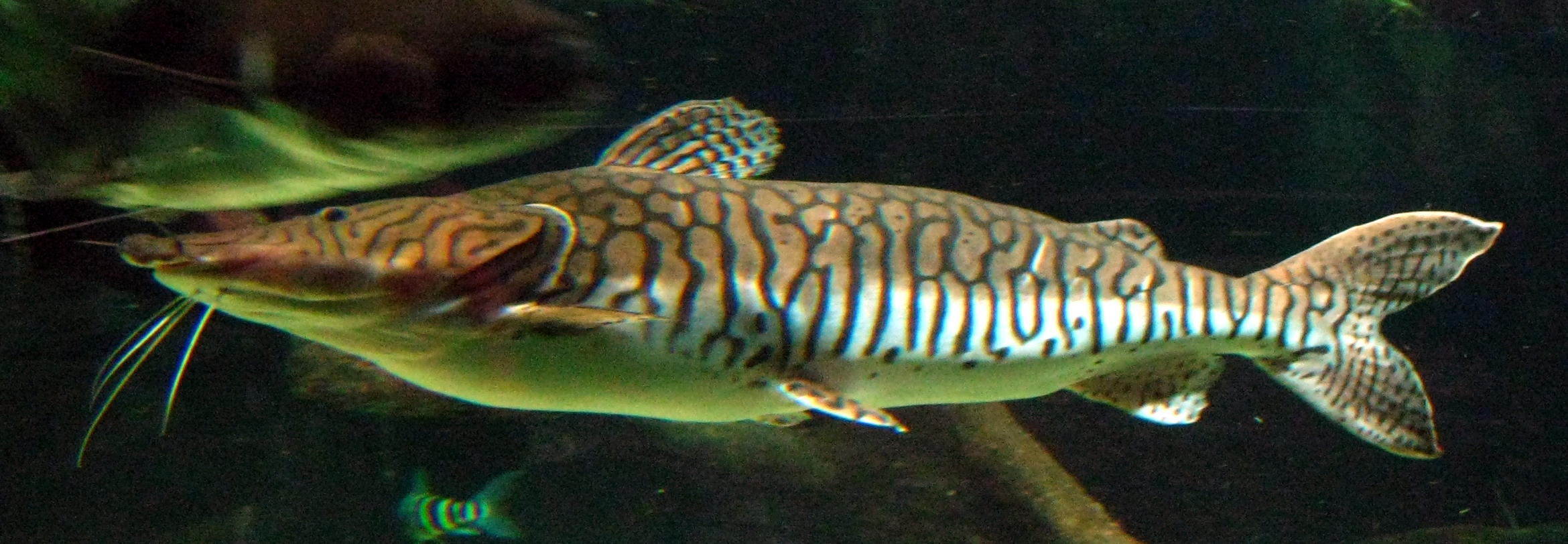
Surubí tigré (Pseudoplatystoma fasciatum)
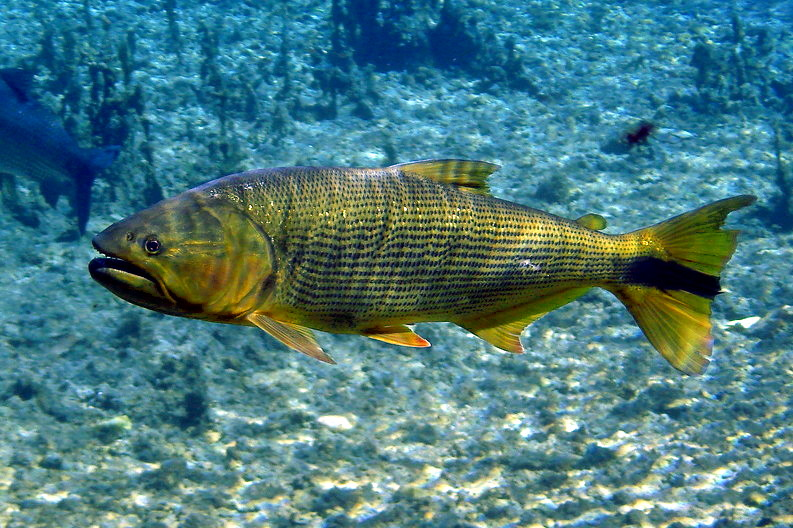
Daurade argentine (Salminus brasiliensis)

## Aires protégées
- Parc national Aguaragüe (Bolivie - Département de Tarija)
- Réserve nationale Tariquía (Bolivie - Département de Tarija)
- Parc national El Rey (Argentine - Province de Salta)
- Parc national Baritú (Argentine - Province de Salta)
- Parc provincial Laguna Pintascayo (Argentine - Province de Salta)
- Parc national Calilegua (Argentine - Province de Jujuy)
- Parc national Campo de los Alisos (Argentine - province de Tucumán)